# Oldsmobile Aerotech
Oldsmobile Aerotech — серия экспериментальных высокопроизводительных автомобилей, выпускавшихся с 1987 по 1992 год подразделением Oldsmobile компании General Motors.

## Описание
В конце 1984 года началась разработка двигателя Oldsmobile Quad 4. Это был рядный четырёхцилиндровый двигатель с 4 клапанами на цилиндр и двойными верхними распредвалами. Quad 4 рекламировался как очень экономичный и мощный двигатель. Двигатель развивал мощность 112 кВт (150 л. с.) и крутящий момент 217 Н⋅м в стандартной конфигурации.
Инженеры, стоявшие за разработкой двигателя Quad 4, были непреклонны в демонстрации возможностей двигателя. Под руководством Теда Лукса, руководителя программы двигателей Quad 4, они убедили высшее руководство General Motors разработать исследовательский автомобиль, который продемонстрировал бы истинный потенциал двигателя. Вскоре после этого, в 1985 году, была сформирована группа инженеров под руководством Лукса с целью разработки такого транспортного средства. Транспортное средство, получившее название Aerotech, должно было иметь гладкий кузов, изготовленный из углеродного волокна, чтобы сохранить массу и коэффициент лобового сопротивления на низком уровне для достижения максимальной аэродинамики. Опорой для панелей кузова стала модифицированная версия шасси 85C CART от March Engineering. Автомобиль оснащён версией двигателя Quad 4 с турбонаддувом, теперь модифицированной для выработки более 671 кВт (900 л. с.). Задание по проектированию автомобиля было поручено Эду Уэлберну, тогдашнему помощнику главного дизайнера в студии Oldsmobile.
Первоначальные эскизы дизайна автомобиля были завершены в начале 1985 года. Вдохновлённые знаменитыми гоночными автомобилями Ле-Мана, такими как Porsche 917, они быстро завоевали одобрение высшего руководства GM. Первый макет автомобиля был завершён вскоре после утверждения дизайна. Испытания в аэродинамической трубе показали, что конструкция была аэродинамически эффективной, но нуждалась в некоторых улучшениях, как отметил Макс Шенкель, специалист по аэродинамике в General Motors, который также работал штатным инженером в проекте Aerotech. После многочасовых испытаний в аэродинамической трубе в техническом центре General Motors в Уоррене, было решено изменить конструкцию, округлив форму носовой части и усовершенствовав конструкцию светотехники. Воздухозаборники также были перенесены с бортов машины на верхнюю часть задних крыльев. Первоначально Уэлберн хотел, чтобы автомобиль имел обтекаемые колёсные ниши, но возражения Goodyear, поставщика шин для проекта, помешали ему реализовать такую концепцию.
Самым большим аэродинамическим новшеством дизайна стало днище автомобиля, включающее в себя регулируемые панели, которые изменяли количество воздушного потока, проходящего через туннели днища автомобиля. Эта система не только создавала большое количество прижимной силы, но и позволяла инженерам настраивать систему, наиболее подходящую для различных гоночных трасс.
Оригинальный дизайн Уэлберна включал в себя более длинную заднюю часть, вдохновленную Porsche 917 LH, что противоречило плану Лукса установить рекорд на закрытой трассе на автодроме Indianapolis Motor Speedway. Версия с длинным задом будет препятствовать управляемости автомобиля, несмотря на более низкий коэффициент лобового сопротивления. Версия с коротким задом в сочетании с задним спойлером на пьедестале была признана более целесообразной.
К концу 1986 года разработка первого автомобиля была завершена. Автомобиль был испытан Эй Джей Фойтом на испытательном полигоне General Motors в Месе. Фойт, который изначально скептически относился к потенциалу автомобиля, восхитился возможностями автомобиля, поскольку ему удалось разогнать его до скорости 351 км/ч на тестовой трассе. Говорят, что Фойт восхищался автомобилем за его устойчивость на высоких скоростях.
По мере того, как автомобиль приближался к разработке, высшее руководство General Motors не дало автомобилю разрешение на рекордную попытку на испытательном треке General Motors Brickyard. Затем команда разработчиков решила протестировать автомобиль в испытательном центре Форт-Стоктон, расположенном в Техасе.
После успешных испытаний на испытательном полигоне General Motors команда разработчиков решила также испытать конструкцию Уэлберна с длинным хвостом. Строительство второго автомобиля в этой спецификации началось в конце 1985 года. Второй автомобиль был почти таким же, как и первый, но отличался удлинённой задней частью кузова, сужающейся книзу, и 2,3-литровым двигателем Quad 4 с двойным турбонаддувом, созданным в сотрудничестве с Fueling Engineering. Новый двигатель оказался более мощным, чем его предшественник, и развивал максимальную выходную мощность, превышающую 746 кВт (1000 л. с.).
26 августа 1987 года команда разработчиков в присутствии представителей FIA протестировала два готовых автомобиля на испытательной трассе в Форт-Стоктоне. Первоначальные тесты с версией автомобиля с короткой задней частью показали среднюю скорость 403,815 км/ч, что немного отстаёт от рекорда скорости, установленного прототипом Mercedes CIII-IV. Пока команда продолжала настраивать аэродинамику автомобиля, Эй Джей Фойт тестировал второй автомобиль (с длинной задней частью). Версия с длинной задней частью оказалась даже более способной, чем аналог с короткой задней частью, и позволила Фойту достичь максимальной скорости 443 км/ч на лётной миле после нескольких тренировочных заездов.
На следующий день Фойт установил новый рекорд скорости на версии с длинной задней частью, достигнув в среднем 430,337 км/ч после пробегов на милю в обоих направлениях трассы. Вскоре после этого заезды на улучшенной версии с коротким хвостом привели к новому рекорду скорости на закрытой трассе в 413,799 км/ч, побив рекорд Mercedes с большим отрывом.
Всего было выпущено три версии оригинального Aerotech: ST (Short Tail), LT (Long Tail) и Aurora Aerotech.
Впоследствии, в период с 7 по 15 декабря 1992 года, версия Aerotech с функциональными фарами, на этот раз оснащенная 4,0-литровым двигателем Oldsmobile Aurora V8, побила 47 рекордов скорости на выносливость, включая мировые рекорды скорости на 10 000 и 25 000 километров. Другие национальные и международные рекорды скорости в диапазоне от 10 километров до 24 часов были установлены командой водителей, работавших 24 часа в сутки в течение 8 дней. Эти рекорды были установлены и на испытательном треке в Форт-Стоктоне. 